# Gustave Ladon
Gustave Ladon (°Gent 13 augustus 1863, † aldaar 23 juni 1942) was een Belgische glazenier. Hij was de jongste zoon van Jan-Baptist Ladon en Amelie Bossier en was opgegroeid in een bescheiden Vlaamse arbeidersfamilie. In weerwil van zijn eenvoudige afstamming ontwikkelde hij zich tot een vooraanstaande glaskunstenaar.

## Biografie

### Opleiding en loopbaan

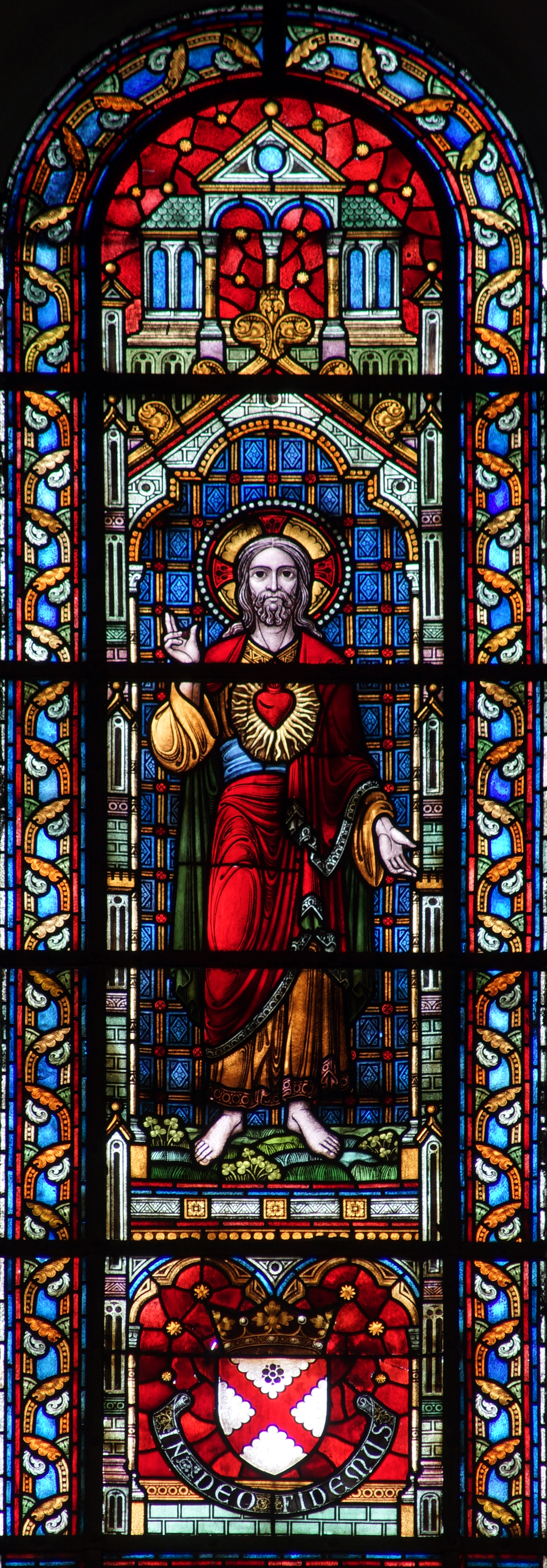
Het Heilig Hart - Kerk van de Onbevlekte Ontvangenis (Gohyssart-Jumet).

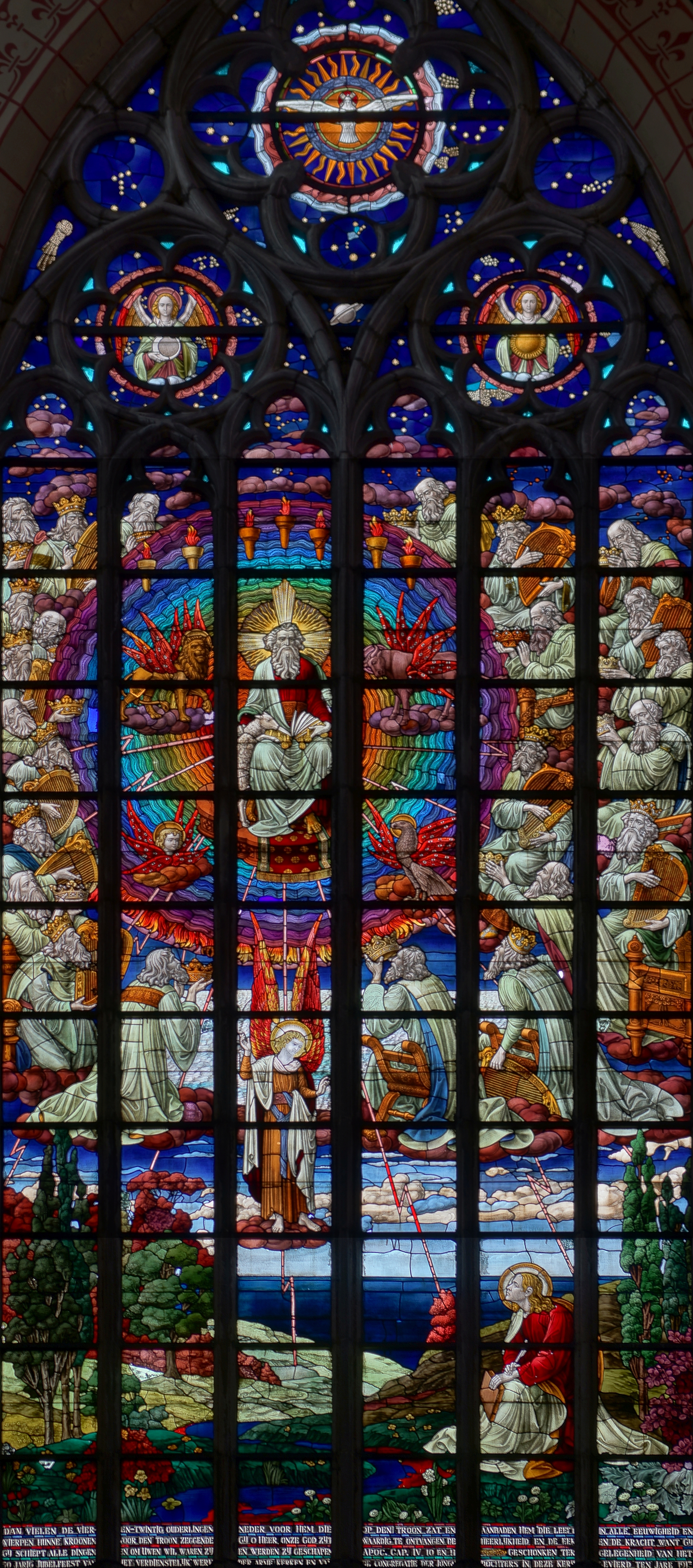
Het visioen van St-Jan op het eiland Patmos - Sint-Vincentiuskerk (Eeklo).

Vanaf 1875,  nauwelijk 12 jaar jong, volgde Gustave Ladon avondonderwijs voor schilderkunst in de sedert 1866 opgerichte Sint-Lucasschool te Gent. Hij bekwaamde zich gedurende 13 jaren, tot 1888, en verwierf in die school het einddiploma. In tussentijd werd hij er driemaal bekroond met de Eerste Prijs.
Anno 1875 was hij eveneens in dienst getreden bij glazenier Arthur Verhaegen die hem de kunst van het glas-in-lood leerde.
Vanaf ongeveer 1880 leverde Ladon een aandeel in de door Verhaegen geproduceerde glasramen.
Gustave werkte voor het atelier "de Bethune-Verhaegen" in totaal ongeveer 16 à 19 jaren. Hij beëindigde zijn engagement aldaar, in de episode 1891 tot 1894, toen hij een eigen atelier in de Hoogstraat te Gent oprichtte. Vanaf die periode nam hij de beginnende glazenier Camille Ganton (°1872, † 1946) een vijftal jaren in dienst.
Ladon's opmerkelijke klasse en deugdelijkheid, in combinatie met zijn fijne stijl, leidde tot vele bestellingen.
Gaandeweg -vermoedelijk ingevolge ruimtelijke uitbreiding- verhuisde Ladon zijn werkplaats naar de Elisabethgracht en de Begijnengracht te Gent.
De productie werd in de beginperiode duidelijk gekenmerkt door de neogotische stijl: gebruik van medaillons en een beperkt koloriet. Mettertijd evolueerde hij naar grotere samenstellingen versneden door monelen.
Gustave Ladon had een tijdlang zijn jongere broer, Achilles Ladon (°1879, † 1945), in dienst als medewerker.

### Functies
Omwille van zijn bekwaamheden werd Gustave Ladon gelast met de volgende functies:
- werkend lid bij de Gilde van Sint-Lucas en Sint-Jozef;
- lid van de gilde van Sint-Thomas en Sint-Lucas;
- werkend lid van de Koninklijke Commissie voor Monumenten en Landschappen;
- corresponderend lid  van de Koninklijke Commissie voor Monumenten in Oost-Vlaanderen.

## Werken
Een groot aantal kerken -zowel in België als in het buitenland- werd (gedeeltelijk of volledig) verfraaid met Ladon's glasramen:
- 1893-1899: Sint-Antonius-kluizenaarkerk (Eglise Saint-Antoine Ermite), Pepinster.
- 1895-1897 : Sint-Ursmaruskerk, Hovebroekweg 13a, Nokere.
- 1896-1907 : Collegiale Onze-Lieve-Vrouwekerk, Dinant
- 1897-1911 : Kloosters van de Zusters van Liefde, Molenaarsstraat 22-24, Gent. Glasramen van de kapel.
- 1899-1922 : Sint-Martinuskerk, Dorp, Lovendegem. Verscheidene glasramen, onder meer drie in het koor.
- 1901: kerk van Zaffelare, vijftien glasramen. Foto's Johan Ulenaers zie: https://fpz-zaffelare.be/
- 1902 : Abdij van Affligem, Dendermonde: glasramen in de apsis.
- 1902-1934: Abdij van Affligem, Dendermonde: glasramen in het hoogkoor.
- 1903-1908: Onze-Lieve-Vrouw en Sint-Pieterskerk, Zaffelare-Dorp 8, Zaffelare
- 1907-1914: Sint-Laurentiuskerk, Hamont.
- 1907-1912: Sint-Jozefkerk, Rijkevorsel, parochie Sint-Jozef Rijkevorsel, voorbeelden op Heemkundige Kring van Rijkevorsel
- 1908: Kerk van de Onbevlekte Ontvangenis te Kopenhagen, Strandvejen 91, Østerbro.
- 1909: Onze-Lieve-Vrouwekerk, Dendermonde. Vier glasramen in het Onze-Lieve-Vrouwekoor. In samenwerking met Achiel Ladon en Leopold Pluys.
- 1909-1917: Sint-Eligiuskerk, Van Helmontstraat 23, Antwerpen. Het merendeel der glasramen.
- 1910: Sint-Odulphuskerk, Speelhof, Borgloon.
- 1911: Sint-Vincentiuskerk, Eeklo. Glasraam «Het visioen van Sint-Jan op het eiland Patmos» in art-nouveaustijl.
- 1920 : Onze-Lieve-Vrouw-ter-Zavelkerk, Brussel: glasraam in de kruisbeuk, stelt koning Albert I en koningin Elisabeth voor, vergezeld van hun patroon.
- 1924-1939: Sint-Gummaruskerk, Lier. Herstel van de ramen die tijdens de Eerste Wereldoorlog beschadigd waren.
- 1935: Sint-Romboutskathedraal, Mechelen.
- 1941: Sint-Gummaruskerk, Lier. Glasraam: "De nederdaling van de Heilige Geest".
- Gasthuiskapel, Aarschot. Koorapsis: zeven glasramen.
- Kapel van het "Werk der Vlamingen", Parijs.
- Kerk van de Onbevlekte Ontvangenis, Gohyssart-Jumet.
- Sint-Waltrudiskerk, Bergen.
- Onze-Lieve-Vrouwekapel, Aalter.
- Onze-Lieve-Vrouwekerk, Nieuwpoort.
- Basiliek van Onze-Lieve-Vrouw Onbevlekt Ontvangen, Dadizele.
- Onze-Lieve-Vrouw van Pamele, Oudenaarde.
- Seminariekapel Leo XIII, Leuven.
- Sint-Baafskathedraal, Gent.
- Sint-Bavokerk, Dorsweg 6, Lovendegem.
- Sint-Bonifatiuskerk, Elsene. Een dertigtal glasramen (onder meer: de mirakels van Christus en het leven van de H. Bonifatius).
- Sint-Hilariuskerk, Bierbeek.
- Sint-Jozefskerk, Oostende.
- Sint-Maartenskerk, Kortrijk (Bezoek van Maria aan Zacharias en Elisabet, Onze-Lieve-Vrouw-Boodschap, de Bruiloft van Kanaä, Maria-Visitatie).
- Sint-Martinuskerk, Ekkergem.
- Nieuwe Sint-Martinuskerk, Ronse.
- Sint-Maartenkerk, Sint-Truiden.
- Sint-Petrus- en Urbanuskerk, Huise.
- Sint-Pietersbandenkerk, Lommel.
- Sint-Walburgakerk, Oudenaarde.
- Sint-Walburgakerk, Veurne.

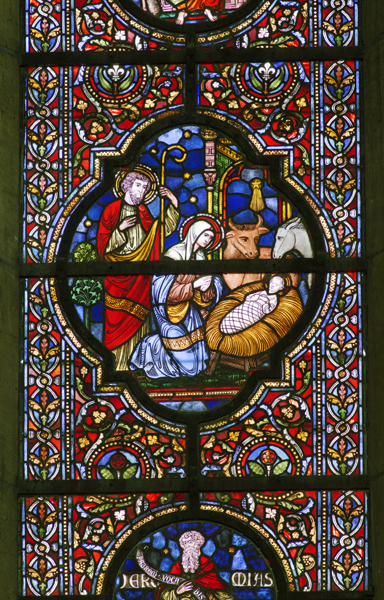
Dinant
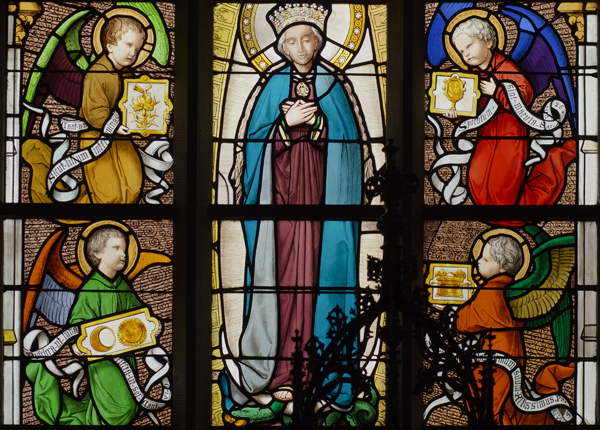
Dendermonde
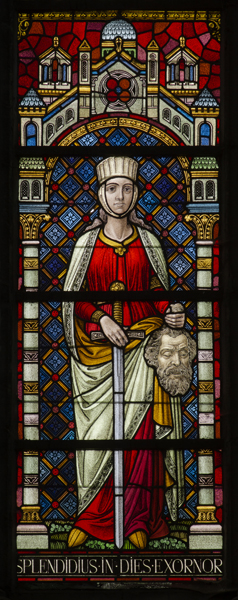
Oudenaarde
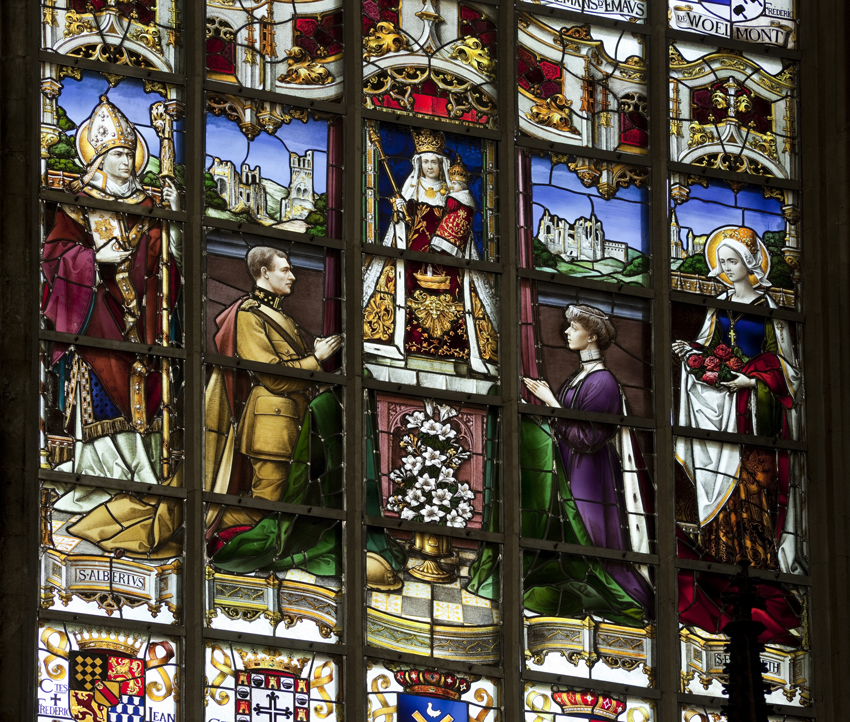
Brussel
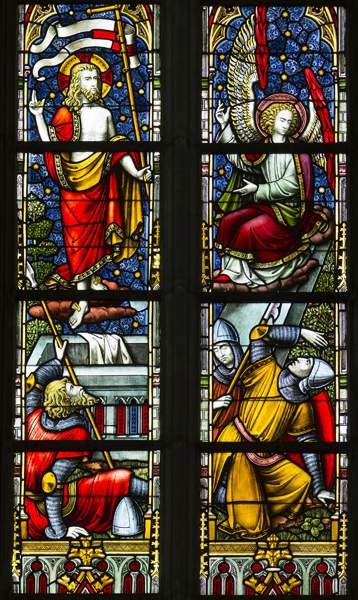
Ronse

- Library of Congress Control Number: n2007049093
- RKD-Nederlands Instituut voor Kunstgeschiedenis: 496152
- Virtual International Authority File: 46213773
- WorldCat: E39PBJdRvbQMDtQwvC7hbJvmBP